# Smukanjärvi
Smukanjärvi eller Smukkajärvi är en sjö i Finland. Den ligger i kommunen Enare i landskapet Lappland, i den norra delen av landet, 1 000 km norr om huvudstaden Helsingfors. Smukanjärvi ligger 201,2 meter över havet. Arean är 25,9 hektar och strandlinjen är 3,4 kilometer lång. Sjön  ingår i Neidenälvens huvudavrinningsområde.   Omgivningarna runt Smukanjärvi är i huvudsak ett öppet busklandskap.
I övrigt finns följande vid Smukanjärvi:
- Skaidijävri (en sjö)